# Hewitt-Bell
Hewitt-Bell war ein britischer Hersteller von Automobilen.

## Unternehmensgeschichte
Das Unternehmen aus Southampton begann 1900 mit der Produktion von Automobilen. Der Markenname lautete Hewitt-Bell. Im gleichen Jahr endete die Produktion. Insgesamt entstanden sechs Fahrzeuge für Kunden aus der Region.

## Fahrzeuge
Die Fahrzeuge ähnelten den Modellen von Benz & Cie. Weitere Details liegen nicht vor.